# Neuvéglise-sur-Truyère
Neuvéglise-sur-Truyère é uma comuna francesa na região administrativa da Auvérnia-Ródano-Alpes, no departamento de Cantal. Estende-se por uma área de 125,23 km². Em 2010 a comuna tinha 1 784 habitantes (densidade: 14,2 hab./km²).
A municipalidade foi estabelecida em 1 de janeiro de 2017 e consiste na fusão das antigas comunas de Neuvéglise, Lavastrie, Oradour e Sériers.